# لووتشکوویتسه
لووتشکوویتسه (به چکی: Lovečkovice) یک منطقهٔ مسکونی در جمهوری چک است که در ناحیه لیتومیریتسه واقع شده‌است. لووتشکوویتسه ۲۲٫۷۱ کیلومتر مربع مساحت و ۴۸۸ نفر جمعیت دارد و ۴۳۷ متر بالاتر از سطح دریا واقع شده‌است.